# Charanyca trilinea
Charanyca trilinea là một loài bướm đêm trong họ Noctuidae.